# Spoorlijn Vallentigny - Vitry-le-François
De Spoorlijn Vallentigny - Vitry-le-François is een Franse spoorlijn van Vallentigny naar Vitry-le-François. De lijn is 33,1 km lang en heeft als lijnnummer 013 000.

## Geschiedenis
De volledige lijn werd op 1 juni 1885 geopend. Thans is de lijn alleen in gebruik voor goederenvervoer.

## Aansluitingen
In de volgende plaatsen is of was er een aansluiting op de volgende spoorlijnen:
Vallentigny
RFN 015 000, spoorlijn tussen Jessains en Sorcy
Vitry-le-François
RFN 007 000, spoorlijn tussen Fère-Champenoise en Vitry-le-François
RFN 070 000, spoorlijn tussen Noisy-le-Sec en Strasbourg-Ville